# Växjö stifts riksdagsmän i prästeståndet
Följande personer företrädde Växjö stift i prästeståndet vid Sveriges ståndsriksdag. Listan är komplett för ståndsriksdagarna 1809–1866 men inkluderar inte tidigare riksdagar.
Enligt 1810 års riksdagsordning var biskopen i varje stift självskriven ledamot i prästeståndet. Växjö stift skulle bland sina kyrkoherdar utse tre ledamöter, och komministrarna i stiftet hade möjlighet att inom sig utse ytterligare en ledamot.

### Riksdagen 1809–1810
- Biskop Ludvig Mörner
- Per Johan Casparsson
- Petrus Starck

### Urtima riksdagen 1810
- Biskop Ludvig Mörner
- Sven Johan Almqvist
- Jonas Zakarias Hjelmerus
- Petrus Starck

### Urtima riksdagen 1812
- Biskop Ludvig Mörner
- Carl Magnus Agrell
- Sven Johan Almqvist
- Jonas Zakarias Hjelmerus

### Urtima riksdagen 1815
- Biskop Ludvig Mörner
- Carl Magnus Agrell
- Sven Johan Almqvist
- Jonas Aspelin

### Urtima riksdagen 1817–1818
- Biskop Ludvig Mörner (intog sin plats 2/12 1817)[3]
- Sven Johan Almqvist
- David Aspelin
- Elias Heurlin

### Riksdagen 1823
- Biskop Ludvig Mörner
- Sven Johan Almqvist
- Magnus Erik Forssander
- Magnus Lamér

### Riksdagen 1828–1830
- Biskop Esaias Tegnér
- Samuel Gumælius
- Christopher Isac Heurlin
- Daniel Nordin

### Urtima riksdagen 1834–1835
- Biskop Esaias Tegnér
- Christopher Isac Heurlin
- Daniel Nordin
- Jonas Israel Öhrnberg

### Riksdagen 1840–1841
- Biskop Esaias Tegnér
- Samuel Elmgren
- Johan Wieslander (död 26/12 1840)
  - Carl Emanuel Bexell (från 8/3 1841)
- Jonas Israel Öhrnberg

### Urtima riksdagen 1844–1845
- Biskop Esaias Tegnér (frånvarande)
- Anders Gustaf Ahlstrand
- Johan Magnus Almqvist
- Johan Ekstrand

### Riksdagen 1847–1848
- Biskop Christopher Isac Heurlin
- Anders Gustaf Ahlstrand
- Nils Lindgren
- Anders Melander

### Riksdagen 1850–1851
- Biskop Christopher Isac Heurlin
- Anders Gustaf Ahlstrand (intog sin plats 4/1 1851)
- Johan Magnus Almqvist
- Anders Melander

### Riksdagen 1853–1854
- Biskop Christopher Isac Heurlin
- Anders Gustaf Ahlstrand
- Johan Magnus Almqvist
- Anders Melander

### Riksdagen 1856–1858
- Biskop Christopher Isac Heurlin (frånvarande)
- Johan Magnus Almqvist
- Anders Melander
- Carl Henrik Ståhl

### Riksdagen 1859–1860
- Biskop Christopher Isac Heurlin (frånvarande)
- Johan Magnus Almqvist
- Abraham Lundholm
- Carl Gustaf Modigh

### Riksdagen 1862–1863
- Biskop Henrik Gustaf Hultman
- Johan Magnus Almqvist
- Abraham Lundholm
- Lars Georg Palmlund

### Riksdagen 1865–1866
- Biskop Henrik Gustaf Hultman
- Johan Magnus Almqvist
- Abraham Lundholm
- Lars Georg Palmlund